# تيم موريسون
تيم موريسون (بالإنجليزية: Tim Morrison)‏ هو لاعب كرة قدم أمريكية أمريكي، ولد في 3 أبريل 1963 في ريفورد في الولايات المتحدة.

## وصلات خارجية
- تيم موريسون على موقع مرجع كرة القدم المحترفة.كوم (الإنجليزية)